# Dlouhý vrch (Meziměstská vrchovina)
Dlouhý vrch (německy Langer Berg) je hora v Javořích horách, severně od vesnice Rožmitál. Celá hora se nachází v České republice. V Javořích horách je však více míst zvaných Dlouhý vrch či německy Langer berg. Jednak je to německý název pro kopec Bukový kopec, také se tak někdy nazývá hraniční hřeben jihovýchodně od Čertova vrchu, další jsou na polské straně pohoří.

## Hydrologie
Hora náleží do povodí Odry. Vody odvádějí přítoky Stěnavy, např. Svinský potok nebo Rožmitálský potok.

## Vegetace
Hora je převážně zalesněná, jen místy najdeme menší paseky. Většinou se jedná o smrkové monokultury, ale dochovaly se bučiny, na melafyru jsou to květnaté bučiny svazu Fagion. Na jihovýchodním svahu je vybudován velký kamenolom na horním konci vsi Rožmitál.

## Ochrana přírody
Hora leží v CHKO Broumovsko.